# Ryan Smith
Ryan Craig Matthew Smith (* 10. November 1986 in Archway, London) ist ein ehemaliger englischer Fußballspieler. Der antrittsschnelle Flügelspieler agierte zumeist im Mittelfeld oder in der Angriffsreihe als Außenstürmer.

## Sportlicher Werdegang

### FC Arsenal
Als englischer Jugendnationalspieler begann Smith seine Karriere beim FC Arsenal und debütierte im Alter von nur 16 Jahren am 28. Oktober 2003 für die erste Mannschaft in der dritten Runde des Ligapokals gegen Rotherham United. Anschließend war er noch im selben Wettbewerb in den Partien gegen die Wolverhampton Wanderers und den FC Middlesbrough dabei. Seine Einsätze beschränkten sich auch zu Beginn der Spielzeit 2004/05 auf den Carling Cup und die Reservemannschaft. Während einer Partie der „zweiten Mannschaft“ gegen die Reserve von Ipswich Town verletzte sich Smith dann derart schwer am Knie, dass er bis weit in das Jahr 2005 hinein pausieren musste.

### Leicester City & Derby County
Am 30. September 2005 verlieh der FC Arsenal Smith an Leicester City für die gesamte Spielzeit 2005/06. Dort konnte dieser sich auf Anhieb einen Stammplatz erspielen, den er jedoch zur Saisonmitte wieder verlor. Nach insgesamt weniger als einem halben Jahr einigte sich die Vereinsführung der „Foxes“ mit Smith, dass die Ausleihphase ein vorzeitiges Ende finden sollte. Am 10. März 2006 kehrte Smith schließlich zum FC Arsenal zurück. Am 4. August 2006 unterschrieb er danach einen Dreijahresvertrag beim Zweitligisten Derby County, wo er zwei Tage später beim 2:2 gegen den FC Southampton seinen Einstand feierte.
Insgesamt absolvierte Smith zu Beginn der Saison 2006/07 bis zum Jahresschluss 2006 insgesamt 15 Ligaspiele, als aber der Aufstiegskandidat in der Wintertransferperiode eine Reihe von Mittelfeldspielern verpflichtete, entschied sich die Vereinsführung von Derby County für ein Ausleihgeschäft.

### FC Millwall
Am 21. März 2007 stimmte der Drittligist FC Millwall einer einmonatigen Leihe von Ryan Smith zu, die am 17. April 2007 auf einen Zeitraum von drei Monaten bis zum Saisonende ausgedehnt wurde. Smith zeigte während dieser Zeit gute Leistungen, so dass sich Willie Donachie als Trainer des FC Millwall an einer dauerhaften Verpflichtung des Flügelspielers zeigte. Im Juli 2007 unterzeichnete Smith schließlich für eine Ablösesumme von 150.000 Pfund einen Zweijahresvertrag bei den „Löwen“.
Smith kam in den ersten achten Ligaspielen bis Ende September 2007 zum Einsatz, bis ihn bei der 1:2-Heimniederlage gegen Swindon Town erneut eine schwere Knieverletzung für einen längeren Zeitraum außer Gefecht setzen sollte.